# 幸福選擇題
《幸福選擇題》，2013年三立華人電視劇八點檔系列的第6部作品，巨人製作公司、信義傳播製作，謝坤達、王心凌、修杰楷、楊千霈、李至正領銜主演。於2013年7月開鏡，7月23日起於三立都會台20:00首播，東森綜合台則於當天22:00播出。10月20日殺青，10月28日播出最終回，全劇共70集，接檔《兩個爸爸》。

## 播出時間
以下時間以當地時間（台灣時間）為準

### 首播
| 頻道                  | 所在地   | 播映日期                    | 播出時間                 |
| --------------------- | -------- | --------------------------- | ------------------------ |
| 三立都會台            | 臺灣     | 2013年7月23日               | 每週一至週五 20:00-21:00 |
| 東森綜合台            | 臺灣     | 2013年7月23日               | 每週一至週五 22:00-23:00 |
| Astro双星 Astro双星HD | 马来西亚 | 2013年8月12日               | 每週一至週五 18:30-19:30 |
| Astro双星 Astro双星HD | 马来西亚 | 2015年1月14日 （一次播2集） | 每週日至週四 10:00-12:00 |
| 星和娱家戏剧台        | 新加坡   | 2013年8月29日               | 每週一至週五 19:00-20:00 |
| J2                    | 香港     | 2014年1月8日                | 每週一至週五 19:30-20:30 |

### 重播
（本表以日期先後順序排列）
| 頻道                  | 所在地   | 播映日期                    | 播出時間                                                                 |
| --------------------- | -------- | --------------------------- | ------------------------------------------------------------------------ |
| 三立都會台            | 臺灣     | 2013年7月24日               | 每週二至週六 00:00-01:00                                                 |
| 三立都會台            | 臺灣     | 2013年7月24日               | 每週一至週五 13:00-14:00                                                 |
| 三立都會台            | 臺灣     | 2013年7月27日               | 每週六 19:30-22:00 （重播週一至週三part3或4部分內容）                    |
| 三立都會台            | 臺灣     | 2013年7月28日               | 每週日 12:30-15:00 （重播週一至週三Part3或4部分內容）                    |
| 三立都會台            | 臺灣     | 2013年7月28日               | 每週日 20:00-22:00 （重播週三Part3或4至週五部分內容）                    |
| 三立都會台            | 臺灣     | 2013年8月3日                | 每週六 13:00-15:00 （重播週三Part3或4至週五部分內容）                    |
| 東森綜合台            | 臺灣     | 2013年7月24日               | 每週二至週六 01:00-02:00                                                 |
| 東森綜合台            | 臺灣     | 2013年7月24日               | 每週一至週五 07:00-08:00 12:00-13:00 16:00-17:00 18:00-19:00             |
| Astro雙星 Astro双星HD | 马来西亚 | 2013年8月13日               | 每週一至週五 17:30-18:30 23:30-00:30 02:30-03:30 07:30-08:30 13:30-14:30 |
| Astro雙星 Astro双星HD | 马来西亚 | 2013年8月17日               | 每週日 01:30-05:30 13:30-17:30（五集連播）                               |
| Astro雙星 Astro双星HD | 马来西亚 | 2015年1月15日 （一次播2集） | 每週一至週五 04:00-06:00                                                 |
| 星和娱家戏剧台        | 新加坡   | 2013年8月29日               | 每週一至週五 01:30-02:30                                                 |
| 星和娱家戏剧台        | 新加坡   | 2013年8月30日               | 每週一至週五 08:30-09:30                                                 |
| J2                    | 香港     | 2014年1月9日                | 每週二至週六 10:00-11:00                                                 |

## 演員列表

### 主要演員
| 演員   | 角色 （粤配）            | 介紹 | 登場集數               |
| 王心凌 | 黎恩真/陳姿鈞 （張妙妙） | 26歲.王俊杰的未婚妻，是家族企業黎氏化工廠的研發部主管。為了王俊杰的公司注資拯救工廠，以結婚為交換條件。因潘靜鼓勵在婚禮當天逃婚，卻被何立方不小心撞下懸崖造成失憶，自稱陳姿鈞(姿姿)。在失去記憶之前，過得不快樂，在失去記憶之後，反而能開心地笑着。暫住在何家時，在何家的茶行上班，有時間會和王俊杰一起上韓文。在立方發現告訴她的過去並告訴她後，害怕離開立方，之後因立方說出撞下懸崖之事並說重話傷害姿姿，才決定回到她的家人身邊搬回家住。曾離開一個月去瑞士看醫生，只恢復短暫小時候的記憶。回黎家後卻常不快樂，常回何家。她被父親禁止去何家，那此就難過得傷心。有一次被何立方告白，就告訴他不再和他見面，之後又去瑞士看醫生進行第二次診斷。黎氏化工廠出了大事，就趕緊回台灣。回來台灣之後，一直扮演著黎恩真的原樣，並假裝不認識何家的人，也給自己很大的壓力和痛苦。在生日的前一天，潘阿姨送給她的禮物是一串珍珠項鍊，當她看到項鍊時，突然想起了一些在結婚當天的記憶，只是沒完全想起來，就不知道當初為什麼自己要逃婚。每年生日她都會摺一百隻紙鶴來紀念她的母親。在生日那天，被欣宜姐看到她的痛苦，就把她的所有的事實都告訴欣宜姐，也請欣宜姐不能告訴何立方她的事。和王俊杰第二次結婚前，黎恩真在黎氏化工時她的員工給她看第一次婚禮全程影片，恩真想起了為何當初要逃婚，因此恩真的記憶可說是完全回復了。回復記憶後，才知俊杰說我們之間很相愛是假的，並告訴他"我們之間沒有愛"，然後恩真趕緊從婚禮現場到立方的身邊。已經跟立方在一起。很希望她的父親能夠看出立方是真的愛她。她父親想通給立方機會之後，她很高興的跟立方在一起結了婚。                                           | 1-31,33-35,38-42,47-70 |
| 謝坤達 | 何立方 （嚴鎮華）        | 28歲.何立偉的弟弟。哥哥跟大嫂離婚後.和柯欣宜是姊弟關係.夢想是開發美容保養品，因此不願意聽從父親，接手家族茶行事業，所以離家出走追逐自己的夢想。在黎恩真的婚禮上，為了逃避哥哥勸他回家的過程中，意外開車將逃婚的黎恩真撞下懸崖。為了彌補自己的過失，只好把她帶在身邊暫時住何家。曾以為喜歡李怡閔，但被怡閔指出自己真正喜歡的人不是她。在怡閔離開後，誤拿王俊杰的手機並發現姿姿的過去，並把所有的事實真相告訴恩真，雖然不捨姿姿卻說重話使姿姿搬回黎家。因姿姿提議將保養和茶行結合創造出新的保養品「茶立方」而被趙董賞識邀請到公司上班，卻因姿姿建議決定開發自身全新品牌。有時候和姿姿一起玩耍，讓王俊傑生氣，王俊傑生氣地告訴他別再跟姿姿有曖昧關係，那此之後就對姿姿很冷淡。從恩真的父親不准他在接近恩真之後，他就向姿姿告白喜歡她。之後一直關在實驗室裡做新的保養品，做出了有姿姿的感覺的香水「Missing」。從「Missing」出名之後，他被登上新聞及雜誌，受到很多採訪，在廣播電台中說出創造它的背後故事。姿姿生日前準備了一份禮物，是一張圖畫，雖然很想送去給姿姿，不過姿姿她不想再和何家的人有任何來往，只能默默的祝福她。為了拯救黎氏化工，他把「Missing」賣給黎氏化工，最後成功解決黎氏化工危機。看到姿姿的未來日記，才知姿姿喜歡的人是他，並趕緊跑去婚禮現場找她。已經跟恩真(姿姿)在一起。為了得到恩真父親的認同及祝福，他就跟黎氏有義合作關係，無條件幫黎氏創造出新的產品。創出了新的「Kissing」保養品來給黎氏化。當恩真的父親想好之後給立方一次機會，讓自己和恩真永遠在一起，他自己對黎伯伯發誓以後不管是任何事，他都會永遠會守住恩真的微笑，之後他和恩真結婚。 | 全劇                   |
| 修杰楷 | 何立偉 （馮瀚輝）        | 30歲.何立方的哥哥，柯欣宜的前夫。因為受不了妻子千金大小姐的脾氣而離婚，離婚後才發現前妻已經懷孕，只好照顧前妻。已知欣宜是假性懷孕。目前和欣宜是兄妹關係。有一次他和欣宜打賭和立偉打賭先有交往的對象的人，另一方要做一個禮拜的奴隸，因此聽從童小維的建議，使用網站上的幸福小窩來交網友，會員暱稱以「新人生」取名，用童小維合成的照片來當大頭貼，之後找到一位固定的聊天對象，叫「新希望」，已知道對方是柯欣宜。曾被喬琪萱強吻三次，還拍下影片，為了想要刪除影片，就服從喬琪萱的條件，當她的兩天一夜的老公，最後事情解決。目前不在家的期間在德國出差四個月，現在已經從德國回來了。回台灣之後，在機場外看到萱萱被她男友的老婆毆打，並趕緊去安撫萱萱，看萱萱這麼難過，沒有人可以安慰她，他就跟萱萱一起做知己好友。而萱萱懷孕了，他想把萱萱留下跟何家的人一起照顧她，甚至他說願意做孩子的乾爹。有一天他看到欣宜在當年送給他親手織的圍巾，他真的好懷念當年欣宜有多愛他，可是欣宜現在跟麥醫師交往，放下了這段感情及回憶。從欣宜和麥醫師分了之後，欣宜就很難過，知道欣宜很在乎他才跟麥醫師分手的，然後就跟欣宜復合了。和欣宜復合之後，兩人的感情更加親密，最後讓欣宜真的懷了他的孩子。 | 1-37,42-44,46-49,60-70 |
| 楊千霈 | 柯欣宜 （張惠雯）        | 28歲.何立偉的前妻。家境優渥的千金大小姐，父母常年在國外，和何立偉離婚後發現自己懷孕，沒想到去做產檢才發現是假性懷孕，為了能跟立偉複合，所以撒了謊沒說。後來因良心譴責自己主動向大家說出真相她自己沒有懷孕，本想就想離開何家，但卻被何家收留當家中的乾女兒。和立偉打賭先有交往的對象的人，另一方要做一個禮拜的奴隸，而用網站上的幸福小窩來交網友，會員暱稱叫「新希望」，之後找到固定聊天交往的對象「新人生」，見面那天發現對方是何立偉。為了騙住立偉贏得賭注，仍然繼續在線上和他聊，其實只是捨不得這段關係，最後被何立方揭穿新希望是她，接著她認輸，當立偉一個禮拜的女僕。曾被麥醫師諮商詢問兩次，在熙莉生日那天麥醫師想考慮跟她交往。很在乎立偉和萱萱有關係。當麥兆像欣宜求婚時，欣宜的心還是在乎立偉，她就被麥兆看穿，所以與他分手了。最後與立偉再次復合夫妻關係。和立偉復合之後她就懷了立偉的孩子。 | 1-48,50-70             |

### 其他演員
| 演員   | 角色 （粤配）     | 介紹 | 登場集數                                           |
| 艾偉   | 黎正陽            | 黎恩真的父親，黎氏化工廠的負責人。當黎恩真逃婚之後，得知王俊杰用金錢交易逼恩真跟他結婚，非常不齒王俊杰的作為。恩真在茶行工作時，出了一場車禍意外，並趕緊跑去救她，害自己弄傷了手臂。在恩真失蹤時間對王俊杰改觀，於是對恩真說謊想湊合恩真和俊傑在一起。本來是把何家的人當恩真的恩人來看的,可是自從王俊傑告訴他是何立方開車把恩真撞下懸崖而導致恩真失憶的,至此之後就不再讓恩真和何家的人來往、連絡,也不准何家的人再接近恩真。目前在處理黎氏化工廠的大問題不斷的追求辦法，突然潘靜要他不要再欺騙恩真，之後他血壓上升而昏倒，在病好前暫時先把黎氏化工廠危機交給俊杰和恩真處理。非常痛恨何立方，不准他和恩真有關係，為了消氣，就去一趟加拿大度假。回台灣之後就一直在想何立方到底對恩真有什麼目的，也問恩真為何喜歡何立方。他看了立方的付出，最後還是不信任他，可是只有立方才能讓恩真開心的笑，於是決定給立方一次機會讓他和恩真在一起。不久之後就向潘靜求婚，給她戴上恩真送的結婚戒指。 | 1-5,8,11,26-28, 33-42,47,51,67-70                  |
| 胡佩蓮 | 潘靜 （顏頌怡）   | 黎正陽最相信的伙伴兼秘書。黎恩真的母親過世之後，以她的阿姨自居。在她婚禮當天得知這場婚姻根本是一樁金錢交易時，知道恩真她並不愛王俊杰，因此慫恿她逃婚。找回恩真後卻迫於無奈跟著黎總說謊去湊合恩真和俊杰在一起。看著恩真很難過，心裡想是否要把正陽和俊杰對恩真她說的謊話告訴恩真。雖然很想去阻止恩真跟俊傑結婚，可是因為得去日本出差，就沒辦法，於是她就把姿姿的未來日記給立方看，還說"能夠阻止恩真結婚的就只有立方"。她希望正陽能認同立方，她要求正陽看立方對黎氏的付出，可是正陽還是不可理喻、依然故我，於是就對他很生氣。正陽想好給立方機會後，她才願意接受正陽的求婚。 | 1,3-5,8,11,26-28,33-42,47, 49-51,53,58,61,65-68,70 |
| 李至正 | 王俊              | 白手起家的金融投資客，從小養成觀念這個世界上每樣東西都有其價值，甚至連人都是可以用金錢收買的，當然愛情也是。金錢現實客王俊杰、遇上了為父親爭取資金援助的黎恩真，俊杰對恩真心動了，只是，從不知道「愛」要如何表示的俊杰，選擇了用錢去包裝「愛」，後來因恩真失蹤而了解不該拿愛情做交易，找到恩真後決定重新追求她，在恩真了解真相後說服立方勸恩真回黎家。因為恩真和立方的曖昧情愫，開始考慮是否該阻止恩真和何家人繼續碰面。為了阻止立方和恩真的來往，就告訴黎總是何立方把恩真撞下懸崖而失憶的。答應黎總不要再讓恩真再接近何家的人，就編了一個謊言故事來跟她說在結婚以前兩人是很相愛的。和恩真第二次結婚前，俊杰已完全知道恩真回復記憶了，恩真告訴他，"我們之間沒有愛"最後始終放棄跟恩真結婚。 | 1-19,25-30,33-42,47-59                             |
| 傅雷   | 何耀宗 （羅偉亮） | 何立偉及何立方的父親。覺得何立方做美容保養品的理想不切實際，希望他能接手自己的茶行事業。因為陳姿鈞聽錯，讓他誤以為自己得到胃癌，索性隱瞞下去，讓何立方留在家裡。後來因為跟琇芳對話被何立方聽到得胃癌是假的。在跟琇芳的結婚紀念日那天，他收到的一份禮物是欣宜懷立偉小孩的照片，跟琇芳很高興聽到這件事。 | 2-4,6-45,53-54, 57,59-61,65-67,70                  |
| 李之勤 | 王琇芳 （曾慶珏） | 何立偉及何立方的母親。認為丈夫何耀宗應該讓何立方完成自己的理想，不該逼他接手茶行。喜歡姿姿，希望立方跟姿姿在一起。在跟耀宗結婚紀念日那天，就知道欣宜懷了立偉小孩，跟耀宗都很高興聽到這件事。 | 2-4,6-45,53-54, 57,59-61,63,65-67,70               |
| 楊銘威 | 童小維 （鄧燦陽） | 外號：小童，茶葉行員工，很白目經常說話不經大腦就脫口而出，總是惹出一堆麻煩。為了幫何立偉贏打賭，建議他用網路上的幸福小窩來找交往的對象。何立偉的幸福小窩會員大頭照是他拍的。他的女朋友阿美要到台中去生活，阿美說如果他不和她去那就分手，本來因此想放棄茶行工作想辭職然後跟阿美一起在台中生活，可是因為看到何立方的寫的離別信被他感動，所以決定不辭職，就聽姿姿的建議找女朋友就隨緣去找，目前住在何家那裡。自從「Missing」出名後，他變成何立方的經紀人，改變造型，也有了新的綽號叫「童特助」。他向萱萱告白說喜歡她，想結束之前跟她的姊弟關係，直接跳到男女朋友關係。 | 3,6-9,12-19, 21-27,29-34,36-70中文                 |
| 張勛傑 | 麥兆 （杜景煜）   | 心理醫生，柯欣宜朋友Mary的表哥，是欣宜的相親對象。本來跟欣宜交往得好好的，直到向欣宜求婚當天，他看出聽出欣宜說的話中很在乎何立偉，最後因此與欣宜分手了。不久後即知欣宜和立偉復合了。和欣宜分手之後，他就和熙莉每天一起做運動來消去失戀壞心情。 | 38-40,46-47,50-56,59-65,68-70                      |
| 趙小僑 | 喬琪萱 （楊婉潼） | 童小維在網路上交友的對象，但喜歡的人是何立偉。強吻何立偉三次，拍成影片。比童小維的年紀大，只想把他當做乾弟弟，最後與他分手了。何立偉為了刪除影片，就被她逼當她的老公。曾被已婚男友的老婆毆打，被立偉救。之後突然知她懷了已婚前男友的小孩，現在由立偉和何家的人照顧。 | 42-49,60-68,70                                     |

### 客串演員
| 演員   | 角色              | 介紹 | 登場集數                      |
| 應采靈 | 林雅幸            | 王俊杰的母親，告訴俊杰真正的愛情不該是由金錢交易來的，要俊杰了解真正的愛情。因為看俊杰無法使恩真幸福，就告訴俊傑一些建議，不過俊傑不同意這麼想，在俊傑做出對的事之前，她自己搬去高雄和阿姨一起住，如果俊杰有做到再去找她。 | 1,5-6,12,19,34,39,48          |
| 管謹宗 | 趙董              | 黎正陽的好友。推薦何立方給李怡閔。 | 4-5,31                        |
| 黃心娣 | 李怡閔 （楊婉潼） | 王俊杰的業務助理。頭腦清晰且企圖心很強。喜歡俊杰，因此常出手幫助俊傑追求姿姿，不過最後因仍不被王俊傑所愛但又克制不了自己對王俊傑的情感而選擇離開台灣。 | 5-12,18-25,27                 |
| 黎偉智 | 趙偉南            | 照相館老闆，何耀宗到照相館照相練習說照相館老闆姓名，害何耀宗被家人誤會何耀宗罹患胃癌。 | 7                             |
| 陳子玄 | 婷婷              | 何立偉和柯欣宜的好朋友。 | 5-7,68                        |
| 張哲豪 | 同學              | 何立偉和柯欣宜的好朋友。 | 5-7,68                        |
| 姜榮峰 | 茶行員工          | 茶行的員工。 | 14                            |
| 林若亞 | 熙莉 （朱慧珊）   | 麥兆醫生的助理，喜歡何立方。以前被麥醫師害出車禍而失憶，過一個晚上之後記憶就恢復了。與黎恩真的生日差一天，在她自己的生日那天，何立方喝醉酒誤認為她是黎恩真就把禮物交給她，之後她自己想把立方要給恩真的禮物替立方交給恩真。很高興立方和恩真在一起。麥醫師與欣宜分手之後，她為了幫麥醫師消除壞心情，就和他每天一起去做運動。 | 46-47,50-55,58-59,61-66,68-70 |
| 林欣蓓 | 廣播電台主持人    | 廣播電台主持人訪問何立方 | 52-53                         |

## 收視率
| 《三立都會台》每日首播收視率 | 《三立都會台》每日首播收視率 | 《三立都會台》每日首播收視率 | 《三立都會台》每日首播收視率 | 《三立都會台》每日首播收視率 | 《三立都會台》每日首播收視率 | 《三立都會台》每日首播收視率                              | 《三立都會台》每日首播收視率                 |
| 播映日期                     | 集數                         | 收視率（僅有線）             | 收視率（含無線）             | 收視排名（含無線）           | 平均收視率（含無線）         | 當周八點檔平均收視率（含無線）排名                        | 備註                                         |
| ---------------------------- | ---------------------------- | ---------------------------- | ---------------------------- | ---------------------------- | ---------------------------- | --------------------------------------------------------- | -------------------------------------------- |
| 2013年7月23日                | 1                            | 1.61                         | 1.33                         |                              | 1.23                         | 4 風水世家:6.01 天下女人心:3.84 兩個爸爸:3.74             | 週一至週五晚上八點首播（收視總人口100萬8千） |
| 2013年7月24日                | 2                            |                              |                              |                              | 1.23                         | 4 風水世家:6.01 天下女人心:3.84 兩個爸爸:3.74             |                                              |
| 2013年7月25日                | 3                            |                              |                              |                              | 1.23                         | 4 風水世家:6.01 天下女人心:3.84 兩個爸爸:3.74             |                                              |
| 2013年7月26日                | 4                            |                              |                              |                              | 1.23                         | 4 風水世家:6.01 天下女人心:3.84 兩個爸爸:3.74             |                                              |
| 2013年7月29日                | 5                            |                              | 1.51                         |                              | 1.27                         | 3 風水世家:5.78 天下女人心:3.65                           |                                              |
| 2013年7月30日                | 6                            |                              |                              |                              | 1.27                         | 3 風水世家:5.78 天下女人心:3.65                           |                                              |
| 2013年7月31日                | 7                            |                              |                              |                              | 1.27                         | 3 風水世家:5.78 天下女人心:3.65                           |                                              |
| 2013年8月1日                 | 8                            |                              |                              |                              | 1.27                         | 3 風水世家:5.78 天下女人心:3.65                           |                                              |
| 2013年8月2日                 | 9                            |                              | 1.64                         |                              | 1.27                         | 3 風水世家:5.78 天下女人心:3.65                           | 收視總人口94.3萬                             |
| 2013年8月5日                 | 10                           |                              |                              |                              | 1.45                         | 3 風水世家:5.32 天下女人心:3.44                           |                                              |
| 2013年8月6日                 | 11                           |                              | 1.37                         |                              | 1.45                         | 3 風水世家:5.32 天下女人心:3.44                           | 收視總人口87.5萬                             |
| 2013年8月7日                 | 12                           | 1.99                         | 1.64                         |                              | 1.45                         | 3 風水世家:5.32 天下女人心:3.44                           |                                              |
| 2013年8月8日                 | 13                           |                              |                              |                              | 1.45                         | 3 風水世家:5.32 天下女人心:3.44                           |                                              |
| 2013年8月9日                 | 14                           |                              | 1.77                         |                              | 1.45                         | 3 風水世家:5.32 天下女人心:3.44                           |                                              |
| 2013年8月12日                | 15                           |                              |                              |                              | 1.48                         | 4 風水世家:5.46 天下女人心:4.15 媽祖:1.76                 |                                              |
| 2013年8月13日                | 16                           |                              |                              |                              | 1.48                         | 4 風水世家:5.46 天下女人心:4.15 媽祖:1.76                 |                                              |
| 2013年8月14日                | 17                           | 2.12                         | 1.75                         |                              | 1.48                         | 4 風水世家:5.46 天下女人心:4.15 媽祖:1.76                 | 收視總人口104萬7千                           |
| 2013年8月15日                | 18                           |                              |                              |                              | 1.48                         | 4 風水世家:5.46 天下女人心:4.15 媽祖:1.76                 |                                              |
| 2013年8月16日                | 19                           |                              | 1.43                         |                              | 1.48                         | 4 風水世家:5.46 天下女人心:4.15 媽祖:1.76                 |                                              |
| 2013年8月19日                | 20                           |                              |                              |                              | 1.49                         | 5 風水世家:5.84 天下女人心:3.64 媽祖:2.23 蘭陵王:1.69     |                                              |
| 2013年8月20日                | 21                           |                              |                              |                              | 1.49                         | 5 風水世家:5.84 天下女人心:3.64 媽祖:2.23 蘭陵王:1.69     |                                              |
| 2013年8月21日                | 22                           |                              |                              |                              | 1.49                         | 5 風水世家:5.84 天下女人心:3.64 媽祖:2.23 蘭陵王:1.69     |                                              |
| 2013年8月22日                | 23                           |                              |                              |                              | 1.49                         | 5 風水世家:5.84 天下女人心:3.64 媽祖:2.23 蘭陵王:1.69     |                                              |
| 2013年8月23日                | 24                           |                              | 1.88                         |                              | 1.49                         | 5 風水世家:5.84 天下女人心:3.64 媽祖:2.23 蘭陵王:1.69     |                                              |
| 2013年8月26日                | 25                           |                              |                              |                              | 1.48                         | 4 風水世家:6.02 天下女人心:3.30 蘭陵王:2.47               |                                              |
| 2013年8月27日                | 26                           |                              |                              |                              | 1.48                         | 4 風水世家:6.02 天下女人心:3.30 蘭陵王:2.47               |                                              |
| 2013年8月28日                | 27                           |                              | 1.35                         |                              | 1.48                         | 4 風水世家:6.02 天下女人心:3.30 蘭陵王:2.47               | 收視總人口88萬1千                            |
| 2013年8月29日                | 28                           |                              |                              |                              | 1.48                         | 4 風水世家:6.02 天下女人心:3.30 蘭陵王:2.47               |                                              |
| 2013年8月30日                | 29                           |                              | 1.15                         |                              | 1.48                         | 4 風水世家:6.02 天下女人心:3.30 蘭陵王:2.47               |                                              |
| 2013年9月2日                 | 30                           |                              |                              |                              | 1.28                         | 4 風水世家:5.63 天下女人心:3.13 蘭陵王:2.96               |                                              |
| 2013年9月3日                 | 31                           |                              |                              |                              | 1.28                         | 4 風水世家:5.63 天下女人心:3.13 蘭陵王:2.96               |                                              |
| 2013年9月4日                 | 32                           |                              |                              |                              | 1.28                         | 4 風水世家:5.63 天下女人心:3.13 蘭陵王:2.96               |                                              |
| 2013年9月5日                 | 33                           |                              |                              |                              | 1.28                         | 4 風水世家:5.63 天下女人心:3.13 蘭陵王:2.96               |                                              |
| 2013年9月6日                 | 34                           |                              |                              |                              | 1.28                         | 4 風水世家:5.63 天下女人心:3.13 蘭陵王:2.96               |                                              |
| 2013年9月9日                 | 35                           |                              |                              |                              | 1.10                         | 4 風水世家:5.34 天下女人心:3.35 蘭陵王:3.28               |                                              |
| 2013年9月10日                | 36                           |                              |                              |                              | 1.10                         | 4 風水世家:5.34 天下女人心:3.35 蘭陵王:3.28               |                                              |
| 2013年9月11日                | 37                           |                              |                              |                              | 1.10                         | 4 風水世家:5.34 天下女人心:3.35 蘭陵王:3.28               |                                              |
| 2013年9月12日                | 38                           |                              |                              |                              | 1.10                         | 4 風水世家:5.34 天下女人心:3.35 蘭陵王:3.28               |                                              |
| 2013年9月13日                | 39                           |                              | 1.11                         |                              | 1.10                         | 4 風水世家:5.34 天下女人心:3.35 蘭陵王:3.28               |                                              |
| 2013年9月16日                | 40                           |                              |                              |                              | 0.97                         | 4 風水世家:5.41 蘭陵王:3.63 天下女人心:2.92               |                                              |
| 2013年9月17日                | 41                           |                              |                              |                              | 0.97                         | 4 風水世家:5.41 蘭陵王:3.63 天下女人心:2.92               |                                              |
| 2013年9月18日                | 42                           |                              |                              |                              | 0.97                         | 4 風水世家:5.41 蘭陵王:3.63 天下女人心:2.92               |                                              |
| 2013年9月19日                | 43                           |                              |                              |                              | 0.97                         | 4 風水世家:5.41 蘭陵王:3.63 天下女人心:2.92               |                                              |
| 2013年9月20日                | 44                           |                              | 1.01                         |                              | 0.97                         | 4 風水世家:5.41 蘭陵王:3.63 天下女人心:2.92               |                                              |
| 2013年9月23日                | 45                           |                              |                              |                              | 1.16                         | 5 風水世家:6.10 蘭陵王:4.15 天下女人心:3.57 精忠岳飛:1.33 |                                              |
| 2013年9月24日                | 46                           |                              |                              |                              | 1.16                         | 5 風水世家:6.10 蘭陵王:4.15 天下女人心:3.57 精忠岳飛:1.33 |                                              |
| 2013年9月25日                | 47                           |                              |                              |                              | 1.16                         | 5 風水世家:6.10 蘭陵王:4.15 天下女人心:3.57 精忠岳飛:1.33 |                                              |
| 2013年9月26日                | 48                           |                              | 1.00                         |                              | 1.16                         | 5 風水世家:6.10 蘭陵王:4.15 天下女人心:3.57 精忠岳飛:1.33 | 收視總人口65萬4千                            |
| 2013年9月27日                | 49                           |                              |                              |                              | 1.16                         | 5 風水世家:6.10 蘭陵王:4.15 天下女人心:3.57 精忠岳飛:1.33 |                                              |
| 2013年9月30日                | 50                           |                              | 1.15                         |                              | 1.22                         | 4 風水世家:5.85 天下女人心:3.43 精忠岳飛:1.27             |                                              |
| 2013年10月1日                | 51                           |                              |                              |                              | 1.22                         | 4 風水世家:5.85 天下女人心:3.43 精忠岳飛:1.27             |                                              |
| 2013年10月2日                | 52                           |                              |                              |                              | 1.22                         | 4 風水世家:5.85 天下女人心:3.43 精忠岳飛:1.27             |                                              |
| 2013年10月3日                | 53                           |                              | 1.72                         |                              | 1.22                         | 4 風水世家:5.85 天下女人心:3.43 精忠岳飛:1.27             |                                              |
| 2013年10月4日                | 54                           |                              |                              |                              | 1.22                         | 4 風水世家:5.85 天下女人心:3.43 精忠岳飛:1.27             |                                              |
| 2013年10月7日                | 55                           |                              |                              |                              | 1.28                         | 3 風水世家:5.72 天下女人心:3.63 精忠岳飛:1.17             |                                              |
| 2013年10月8日                | 56                           |                              |                              |                              | 1.28                         | 3 風水世家:5.72 天下女人心:3.63 精忠岳飛:1.17             |                                              |
| 2013年10月9日                | 57                           |                              |                              |                              | 1.28                         | 3 風水世家:5.72 天下女人心:3.63 精忠岳飛:1.17             |                                              |
| 2013年10月10日               | 58                           |                              |                              |                              | 1.28                         | 3 風水世家:5.72 天下女人心:3.63 精忠岳飛:1.17             |                                              |
| 2013年10月11日               | 59                           |                              | 1.45                         |                              | 1.28                         | 3 風水世家:5.72 天下女人心:3.63 精忠岳飛:1.17             | 平均每分鐘收視人口31萬                       |
| 2013年10月14日               | 60                           |                              | 1.31                         |                              | 1.29                         | 3 風水世家:6.18 天下女人心:3.87 精忠岳飛:1.21             |                                              |
| 2013年10月15日               | 61                           |                              |                              |                              | 1.29                         | 3 風水世家:6.18 天下女人心:3.87 精忠岳飛:1.21             |                                              |
| 2013年10月16日               | 62                           |                              |                              |                              | 1.29                         | 3 風水世家:6.18 天下女人心:3.87 精忠岳飛:1.21             |                                              |
| 2013年10月17日               | 63                           |                              |                              |                              | 1.29                         | 3 風水世家:6.18 天下女人心:3.87 精忠岳飛:1.21             |                                              |
| 2013年10月18日               | 64                           |                              |                              |                              | 1.29                         | 3 風水世家:6.18 天下女人心:3.87 精忠岳飛:1.21             |                                              |
| 2013年10月21日               | 65                           |                              |                              |                              | 1.15                         | 3 風水世家:5.76 天下女人心:3.75                           |                                              |
| 2013年10月22日               | 66                           |                              |                              |                              | 1.15                         | 3 風水世家:5.76 天下女人心:3.75                           |                                              |
| 2013年10月23日               | 67                           |                              |                              |                              | 1.15                         | 3 風水世家:5.76 天下女人心:3.75                           |                                              |
| 2013年10月24日               | 68                           |                              |                              |                              | 1.15                         | 3 風水世家:5.76 天下女人心:3.75                           |                                              |
| 2013年10月25日               | 69                           |                              |                              |                              | 1.15                         | 3 風水世家:5.76 天下女人心:3.75                           |                                              |
| 2013年10月28日               | 70                           | 1.66                         | 1.37                         |                              | 1.37                         | 3 風水世家:5.85 天下女人心:3.61                           | 收視總人口約79.7萬                           |
| 收視平均                     | 收視平均                     | -                            | -                            | -                            | 1.28                         | -                                                         | -                                            |

- 同時段節目：
  - 三立台灣台《天下女人心》
  - 民視《風水世家》
  - 台視：
    - 週一～週四《楚留香新傳／罪美麗／親愛的，我愛上別人了／幸福蒲公英》
    - 週五《金牌麥克風》

  - 中視《媽祖／蘭陵王／精忠岳飛》
  - 華視《新白髮魔女傳／陸貞傳奇／花非花霧非霧》
  - 大愛《路長情更長／心開運轉／心願》
- 由AGB尼爾森調查，調查範圍是四歲以上收看電視之觀眾。
- 資料來源：中時娛樂、凱絡媒體週報

## 標語
- 找到......幸福。(預告-Teaser 1、2)
- 尋找......幸福，其實......，幸福，......就在你身邊。(預告-Teaser 3)
- 幸福就是......，你追......，我跑......，擁抱......幸福。(預告-Teaser 4)
- 一個選擇，改寫人生的必然與偶然。從此你和我，每一秒都是幸福的開始。 (預告)
- 我 走進了一個選擇。卻希望能塗改這題的答案。 (片頭)
- 如果人生重來，換了另一個選擇。我 還能遇見你嗎？ (片尾)
- 選擇，只有一次。你有勇氣作決定嗎？ (1～60集片尾)
- 只要你願意，人生可以重來，幸福可以選擇。 (61～70片尾)
- 如果人生是個選擇題，那我要的是幸福。 (最終回預告)
- 只要相信，就一定會成真。 (恩真與立方的承諾)
- 這從來不是一道選擇題,而是一道是非題......(最終回)

## 電視劇歌曲
| 曲別   | 歌名            | 演唱者 | 作詞           | 作曲   |
| 片頭曲 | 從未到過的地方  | 王心凌 | 吳青峰         | 吳青峰 |
| 片尾曲 | 你眼中的我      | 郭靜   | 楊耀程         | 廖文強 |
| 插曲   | Let Me Love You | 李唯楓 | 游政豪         | 游政豪 |
| 插曲   | 捨不得          | 李唯楓 | 淺紫、左克蕙   | 鴉片丹 |
| 插曲   | 轉角那個女孩    | 李唯楓 | 姚書寰         | 姚書寰 |
| 插曲   | 不准說再見      | 陳暉宜 | 吳易緯         | 陳暉宜 |
| 插曲   | 第一時間        | 曾靜玟 | 宋雲晴、陳學聖 | 陳冠宇 |

## 奬項

### 2013華劇大賞
| 年份   | 獲提名                                      | 獎項           | 結果 |
| ------ | ------------------------------------------- | -------------- | ---- |
| 2013年 | 王心凌(本劇飾演:黎恩真)                     | 新浪微博人氣獎 | 提名 |
| 2013年 | 傅雷(本劇飾演:何耀宗) 艾偉(本劇飾演:黎正陽) | 最佳師奶殺手獎 | 提名 |
| 2013年 | 李之勤(本劇飾演:王琇芳)                     | 最佳婆媽獎     | 提名 |
| 2013年 | 謝坤達(本劇飾演:何立方)、王心凌             | 最佳催淚獎     | 提名 |
| 2013年 | 謝坤達、王心凌                              | 最佳螢幕情侶獎 | 提名 |
| 2013年 | 謝坤達、王心凌                              | 最佳接吻獎     | 獲獎 |
| 2013年 | 王心凌                                      | 海外最受歡迎獎 | 提名 |
| 2013年 | 王心凌                                      | 最佳女演員獎   | 提名 |

## 製作團隊
- 監製：張若凡
- 助理監製：李芳瑩 盧毓雯
- 導演：郝心翔
- 導播：馬亞民
- 製作人：王鈞 林勘青
- 編劇：
- 現場指導：邱雅玲 李建霖
- 助理導播：周畹霏 蕭誼諠
- 技術指導：湯俊霈 陳雍力
- 視訊：張元威 陳祈宏
- 攝影：王書鎭 吳思寰 林明維 蕭百儀 王薪智 許書綺 劉彥良 朱華陽
- 燈光：劉明樹 陳義明 李智偉
- 成音：陳鵬丞 蔡逢修 羅梵笠 祁偉豪 簡祺恩 陳凱得
- 美術總監：紀尚蓮
- 美術指導：曾蘇銘
- 佈景執行：郭鳴宗 王子允 范書豪
- 佈景工程：王清儀 方順福 蔡旻俊 鄧景龍 溫福良 李進胤 鄭明龍 吳睿哲
- 道具陳設：陳信彰 顏秉立 葉再添 陳昌旺 黃錦城 陳育生 王鵬遠 蘇品方 陳信元 盧亞藤
- 行銷公關：廖翎妃 王宗彬 劉立平 邱繼頤 陳羽漢
- 平面攝影：涂敏勝 洪輝達
- 版權行銷：林雪珠 陳玉
- 藝人統籌：李文翔 林育瑛 林美瑜
- 視覺設計：陳文耀 張瓊云 徐功行 蔡松樽 饒育嘉 鄭芳儀 余書蓓
- 動畫設計：張恆芸 王聖竹
- 後期剪輯：示淑貞 劉美蓉 蕭欣怡 吳蕙君
- 策劃：杜濟州
- 統籌：李英杰
- 副導：黃俞婕
- 場記：施姿伊
- 執行製作：何秉倫 謝束龍
- 攝影師：徐佳興 簡新祐
- 攝影助理：王晟合 林韋誠 蘇琮傑
- 燈光組：蕭俊良 廖欽裕 鄧如松 黃律銘 江泓毅
- 美術組：朱寵勛 朱寵惠 許家睿 田曉菁
- 整體造型：潔西造型設計工作室
- 造型師：林佳璇 Jessie Lin
- 服裝師：劉姿晴
- 服裝管理：蕭羽儂 楊之晴
- 化妝師：李怡萱
- 髮型師：蔡筱貞
- 梳化助理：賴怡榕
- 場務：高福順 陳彥勳
- 剪接師：陳民岳 鄭錚霞
- 執行後製：羅崇文
- 攝影器材：大米
- 場務器材：勇焺影視器材有限公司
- 音樂音效：聲動錄音 席裕龍 施景彬 黃志龍
- 音樂提供：環球國際唱片股份有限公司/福茂唱片音樂股份有限公司
- 配樂製作：王大文 陳歆儒 陳君豪 王溪威 蔡耿銘@全因文化
- 製作公司：巨人製作股份有限公司 信義傳播

## 外部連結
- 官方网站 - 三立新版
- 官方网站－三立
- 官方网站－東森
- 官方网站－香港無綫電視
- 幸福選擇題的Facebook專頁

## 作品的變遷
| 臺灣 三立都會台 每週一至週五 20:00 - 21:00 | 臺灣 三立都會台 每週一至週五 20:00 - 21:00   | 臺灣 三立都會台 每週一至週五 20:00 - 21:00 |
| ------------------------------------------ | -------------------------------------------- | ------------------------------------------ |
|                                            | 幸福選擇題 （2013年7月23日－2013年10月28日） |                                            |
| 兩個爸爸 （2013年3月26日－2013年7月22日）  | 有愛一家人 （2013年10月29日－2014年2月10日） |                                            |

| 臺灣 東森綜合台 每週一至週五 22:00 - 23:00 | 臺灣 東森綜合台 每週一至週五 22:00 - 23:00   | 臺灣 東森綜合台 每週一至週五 22:00 - 23:00 |
| ------------------------------------------ | -------------------------------------------- | ------------------------------------------ |
|                                            | 幸福選擇題 （2013年7月23日－2013年10月28日） |                                            |
| 兩個爸爸 （2013年3月26日－2013年7月22日）  | 有愛一家人 （2013年10月29日－2014年2月10日） |                                            |

| 马来西亚 Astro雙星 每週一至週五 18:30 - 19:30              | 马来西亚 Astro雙星 每週一至週五 18:30 - 19:30 | 马来西亚 Astro雙星 每週一至週五 18:30 - 19:30 |
| ---------------------------------------------------------- | --------------------------------------------- | --------------------------------------------- |
|                                                            | 幸福選擇題 （2013年8月12日－2013年11月15日）  |                                               |
| 剩女保镖 （2013年4月18日－2013年8月9日）                   | 有愛一家人 （2013年11月18日－2014年2月25日）  |                                               |
| 马来西亚 Astro双星、Astro双星HD 每週日至週四 10:00 - 12:00 |                                               |                                               |
| 小資女孩向前衝 （2014年12月17日－2015年1月14日）           | 幸福選擇題 （2015年1月14日－2015年3月11日）   | 有爱一家人 （2015年3月11日－2015年4月30日）   |

| 新加坡 星和娱家戏剧台 每週一至週五 19:00 - 20:00 | 新加坡 星和娱家戏剧台 每週一至週五 19:00 - 20:00 | 新加坡 星和娱家戏剧台 每週一至週五 19:00 - 20:00 |
| ------------------------------------------------ | ------------------------------------------------ | ------------------------------------------------ |
|                                                  | 幸福選擇題 （2013年8月29日－2013年12月4日）      |                                                  |
| 美味的想念 （2013年5月27日－2013年8月28日）      | 有愛一家人 （2013年12月5日－2014年3月14日）      |                                                  |

| 香港 無綫電視J2 每週一至週五 19:30 - 20:30 · 1月30日、31日及3月28日 暫停播映 | 香港 無綫電視J2 每週一至週五 19:30 - 20:30 · 1月30日、31日及3月28日 暫停播映 | 香港 無綫電視J2 每週一至週五 19:30 - 20:30 · 1月30日、31日及3月28日 暫停播映 |
| ---------------------------------------------------------------------------- | ---------------------------------------------------------------------------- | ---------------------------------------------------------------------------- |
|                                                                              | 幸福選擇題 （2014年1月8日－2014年4月18日）                                   |                                                                              |
| 愛的蜜方 （2013年11月25日－2014年1月7日）                                    | 有愛一家人 （2014年4月21日－2014年7月29日）                                  |                                                                              |

| 臺灣 台灣HD戲劇台 每週一至週五 21:00 - 21:52 | 臺灣 台灣HD戲劇台 每週一至週五 21:00 - 21:52 | 臺灣 台灣HD戲劇台 每週一至週五 21:00 - 21:52 |
| -------------------------------------------- | -------------------------------------------- | -------------------------------------------- |
|                                              | 幸福選擇題 （2015年7月1日－2015年10月6日）   |                                              |
| 兩個爸爸 （2015年3月20日－2015年6月30日）    | 未定 （2015年10月7日－2016年）               |                                              |